# Golar Freeze
Die Golar Freeze ist eine Floating Storage and Regasification Unit (FSRU). Sie wurde auf der deutschen Howaldtswerke-Deutsche Werft gebaut, dort 1977 getauft und war anschließend über 32 Jahre als regulärer Flüssiggastanker im Einsatz. Zum Zeitpunkt ihrer Indienststellung war sie sowohl eines der weltweit größten Erdgas-Tankschiffe als auch eines der teuersten Handelsschiffe überhaupt. Die Umrüstung zur FSRU erfolgte über die Jahreswende 2009/10.
Nach einem Eigentümerwechsel fährt das Schiff seit 2022 unter dem neuen Namen Energos Freeze.

## Beschreibung
Die Golar Freeze hat eine Länge über alles von 287,5 Metern, eine Breite von 43,4 Metern, misst 95.879 BRZ und hat einen Tiefgang von elf Metern. Angetrieben von einer Dampfturbine mit einer Maschinenleistung von 40.000 Shaft Horse Power (= 29.420 kW) erreicht sie eine Geschwindigkeit von 20 Knoten (= 37,04 km/h).
Sie war das erste bei HDW gebaute Schiff, nachdem man von der norwegischen Moss-Rosenberg Verft eine Lizenz zur Konstruktion von Kugeltanks nach dem sogenannten Moss-Rosenberg-System erworben hatte. Die Golar Freeze ist mit fünf identischen, nach diesem System konstruierten Kugeltanks ausgestattet – gefertigt aus einer Aluminiumlegierung und mit einem Durchmesser von jeweils 36,5 Metern – und fasst insgesamt 125.862 Kubikmeter Flüssigerdgas (en.: liquefied natural gas; LNG). In jedem Tank wurden zwei Fracht-Tauchpumpen installiert, die jeweils 1100 Kubikmeter Gas pro Stunde fördern können. Im Idealfall konnte das Laden so in elfeinhalb Stunden abgeschlossen sein. Gemessen am Fassungsvermögen war die Golar Freeze zum Zeitpunkt der Indienststellung zusammen mit der nahezu baugleichen Höegh Gandria eines der weltweit größten Erdgas-Tankschiffe.
Die Kegelkupplung zwischen Ruder und Ruderschaft wurde als keilloser und hydraulisch montierter Presssitz ausgeführt. Dieses Verfahren wurde in Zusammenarbeit mit dem Wälzlagerhersteller FAG Kugelfischer bei HDW erstmals für die Ruderschaftmontage angewandt.

## Historie

### Bau

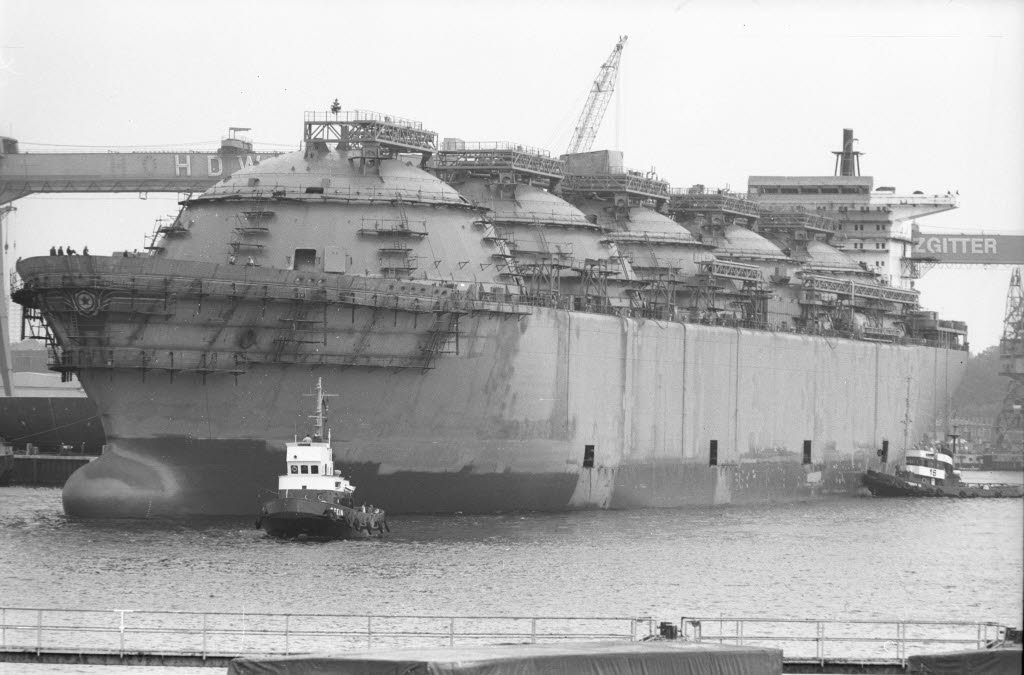
Die Golar Freeze am 16. Juli 1976 während der Überführung vom Baudock zum Ausrüstungspier.

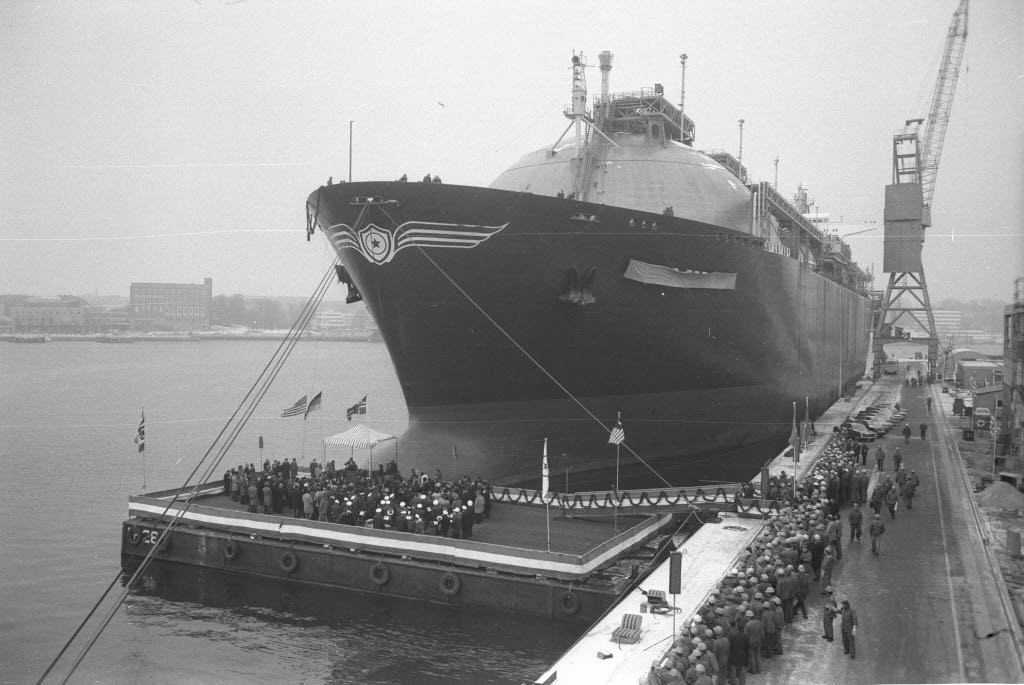
Die Taufe der Golar Freeze am 21. Januar 1977 in Kiel.

Im Mai 1973 erhielt die Howaldtswerke-Deutsche Werft in Kiel seitens der norwegischen Reederei Gotaas-Larsen (später Golar LNG Limited)  den Konstruktionsauftrag für die Golar Freeze, womit diese das erste auf deutschem Boden gebaute LNG-Tankschiff überhaupt wurde. Die Bauzeit sollte letztendlich etwa 14 Monate betragen. Am 16. Juli 1976 wurde das Schiff vom Baudock an den Ausrüstungspier geschleppt und am 21. Januar 1977 erfolgte die Taufe, wofür eigens Gäste aus Japan und Indonesien angereist waren. Nachdem sie am 25. Februar 1977 an ihren Eigner – die Golar Gas Operations Inc. mit Sitz in der liberianischen Hauptstadt Monrovia – übergeben worden war, stationierte man die Golar Freeze kurzzeitig am Terminal von Canvey Island in der Themsemündung, wo im März 1977 noch einige Tests zum Herunterkühlen des Gases durchgeführt wurden.
Während die Golar Freeze in zeitgenössischen Fachpublikationen als „Spitzenerzeugnis des internationalen Schiffbaus“ gepriesen wurde, variieren die Angaben zu den Baukosten erheblich: Mancherorts ist von 150 Mio. D-Mark die Rede und an anderer Stelle werden rund 280 Mio. D-Mark genannt. Mit letzterem Wert wäre sie doppelt so teuer gewesen wie das größte bis dahin je gebaute Rohöl-Tankschiff der Welt und zusammen mit dem Schwesterschiff Höegh Gandria das „teuerste Handelsschiff, das je eine deutsche Werft [bis dahin] ablieferte“. Ohne Zweifel war sie „eines der weltweit teuersten Schiffe“.
Das teilweise parallel gebaute Schwesterschiff Höegh Gandria wurde im Oktober 1977 an die Höegh-Reederei ausgeliefert. Beide Schiffe unterscheiden sich lediglich hinsichtlich der Inneneinrichtung.

### Betrieb als Tanker
Der Betriebsstart der Golar Freeze verlief vergleichsweise holprig, was vor allem daran lag, dass für sie – anders als für viele andere Schiffe – zum Zeitpunkt der Übergabe kein langfristiges Verwendungsverhältnis existierte. Gotaas-Larsen war jedoch sehr erfolgreich darin, immer wieder kurzfristige Engagements in diesem äußerst schwierigen Schiffsmarkt zu finden. Zunächst kam sie im März 1977 im Rahmen einer sechsmonatigen und maximal dreimal verlängerbaren Zeitcharter zur britischen Reederei Burmah Tankers (Burmah Oil) und sollte im Handelsverkehr zwischen der Verflüssigungsanlage der PT Badak NGL in Bontang auf der indonesischen Insel Borneo und Japan eingesetzt werden, der im August begann. Dabei war sie eines von zwei Ersatzschiffen, die das staatseigene indonesische Erdöl- und Erdgasunternehmen Pertamina für den Fall angeworben hatte, dass die eigentlich für den Betrieb geplanten Schiffe bei der US-amerikanischen Werft General Dynamics nicht rechtzeitig fertiggestellt werden konnten. Im Juni 1977 platzte jedoch ein Handelsgeschäft in den Vereinigten Staaten, an dem auch Burmah Tankers beteiligt gewesen wäre. Die Reederei erhielt daraufhin stattdessen zwei Schiffe aus diesem Vertrag. Damit bestand für die Golar Freeze kein Bedarf mehr, woraufhin sie sechs Monate ungenutzt in Norwegen ankerte. Offenbar kam sie einige Monate später aber doch für mehrere Fahrten auf der geplanten Strecke zum Einsatz.
Im Jahr 1978 bediente die Golar Freeze im Rahmen einer neunmonatigen Charter die Route von Algerien zum Cove Point Terminal im US-Bundesstaat Maryland. Ab September 1983 wurde das Schiff auf der Strecke zwischen Indonesien und Südkorea eingesetzt und zwischen 1984 und 1996 bediente es im Rahmen eines langfristigen Vertrages die Strecke von Abu Dhabi nach Japan.

### Umbau zur FSRU und weiterer Einsatz
Bereits 2004 wurde in Fachkreisen spekuliert, dass die damals 27 Jahre alte und im Mittleren Osten in einem Trockendock liegende Golar Freeze ein Kandidat für einen Umbau zu einer Floating Storage and Regasification Unit (FSRU) sein könnte.
Am 21. April 2008 wurde bekannt, dass Golar LNG Limited einen Zehnjahresvertrag in Höhe von insgesamt 450 Millionen US-Dollar über die Charter einer FSRU mit der Dubai Supply Authority (DUSUP) abgeschlossen hat. Für das Projekt vorgesehen war die Golar Freeze, die daraufhin zwischen September 2009 und März 2010 auf der Keppel-Werft in Singapur entsprechend umgerüstet wurde (bei Bedarf kann sie aber weiterhin als normaler LNG-Tanker eingesetzt werden). Anschließend war sie ab 2011 im Hafen Dschabal Ali in den Vereinigten Arabischen Emiraten stationiert und nahm dort im Rahmen eines vom Mineralöl- und Erdgasunternehmen Shell plc unterstützten Importprojektes Flüssigerdgas aus Katar in Empfang. Der Chartervertrag war ursprünglich bis Mai 2020 datiert, bot jedoch die Möglichkeit einer einmaligen Verlängerung um fünf Jahre. Im Jahr 2011 verkaufte die Reederei Golar LNG Limited die FSRU an die Golar LNG Partners L.P. (GMLP) – einen 2007 gegründeten, vollständig im eigenen Besitz befindlichen und als Master Limited Partnership organisierten Pure Player für den Flüssigerdgashandel. Diese Transaktion war im Oktober 2011 abgeschlossen. Als die Golar Freeze nach einigen Jahren in den Emiraten nicht mehr in voller Kapazität genutzt wurde, einigte man sich im Juli 2017 auf eine Verkürzung der Vertragslaufzeit um ein Jahr, die daraufhin schon 2019 endete.
Im August 2017 verlautbarte aus informierten Kreisen, dass eine FSRU vor dem karibischen Inselstaat Jamaika installiert werden solle, der seine Energieproduktion zunehmend auf Erdgas umstellt. Die Golar Freeze wurde hierbei als eines von zwei möglichen Schiffen in Erwägung gezogen. Angeblich fiel im Oktober desselben Jahres intern die Entscheidung zugunsten der Golar Freeze, doch es lag noch immer kein offizielles Statement vor. Konkret wurden die Pläne, als die Reederei Golar LNG Partners am 19. Januar 2018 verkündete, mit dem US-amerikanischen Energie- und Logistikunternehmen New Fortress Energy (NFE) einen Vertrag geschlossen zu haben, der die Charter einer FSRU über den Zeitraum von 15 Jahren für die Nutzung in Jamaika beinhaltete. NFE hatte bereits seit 2016 unter Verwendung eines der Golar-LNG-Tanker Jamaikas Energieversorger Jamaica Public Service mit Flüssigerdgas versorgt. Zu diesem Zeitpunkt hatte sich die Reederei nach eigenen Angaben allerdings doch noch nicht auf ein Schiff festgelegt; man entweder hätte entweder die Golar Spirit oder die Golar Freeze einsetzen können – vorausgesetzt, dass sie die technischen Anforderungen des Projekts erfüllten. Im Vertrag wurde NFE die Option eingeräumt, die Charter nach drei Jahren vorzeitig zu beenden, wenn bestimmte Durchsatzziele nicht erreicht wurden. Letztlich fiel die Wahl auf die Golar Freeze und sie erfuhr daraufhin im Juli 2018 in einem Trockendock in Dubai kleine auf die neuen Erfordernisse abgestimmte Änderungen und Anpassungen. Am 5. November 2018 wurde dann öffentlich bekannt gegeben, dass sie zukünftig ab Januar 2019 unter der NFE-Charter zu einem Tagespreis von etwa 60.000 US-Dollar in Jamaika eingesetzt werde. Damit kam der Golar Freeze insofern eine Vorreiterrolle zu, als dass sie eine der ersten FSRU war, die nach ihrem ersten Langzeitvertrag weiterverwendet wurde. Sie lag an der Südküste der Insel in der Bucht von Old Harbour und ihre primäre Aufgabe bestand in der Versorgung der zwei von NFE betriebenen Kraftwerke in Old Harbour (190 MW) und Halse Hall (Planta Termoeléctrica Jamalco; 150 MW). Darüber hinaus übertrug sie auch immer wieder Flüssigerdgas an kleine Tankschiffe, die die Ladung an ein anderes NFE-Terminal auf der gegenüberliegenden Seite der Insel in Montego Bay lieferten. Die Golar Freeze konnte zu diesem Zeitpunkt jährlich etwa 4,9 Milliarden Kubikmeter Flüssigerdgas bereitstellen. Im vierten Quartal 2021 wurde sie auf ihrer Position von der Höegh Gallant mit einer Speicherkapazität von 144.300 Kubikmeter abgelöst.
Nach dem vorzeitigen Ende ihres Einsatzes in Jamaika wurde die Golar Freeze 2021 kurzzeitig nach Brasilien verlegt. Im Juli 2022 gründeten New Fortress Energy und das Private-Equity-Unternehmen Apollo Global Management das Joint Venture Energos Infrastructure für maritime Flüssigerdgasinfrastruktur. Die neue Firma erwarb binnen eines Monats elf Schiffe – darunter auch die Golar Freeze, die daraufhin in Energos Freeze umbenannt wurde. Ab Juni 2024 soll sie vor der nicaraguanischen Stadt Puerto Sandino stationiert werden und dort über einen neu errichteten Flüssigerdgasterminal mit einer Kapazität von drei Millionen Tonnen pro Jahr ein ebenfalls neues, von NFE gebautes Kraftwerk (290 MW) versorgen.

## Zwischenfälle
- Während der im März 1977 durchgeführten Abkühltests vor Canvey Island wurde die Golar Freeze von Schleppern vom Pier weggezogen und dabei um 180 Grad gedreht. Als sie dabei einmal kurzzeitig quer im Fahrwasser lag, mussten ein etwa 7000 Tonnen schwerer Frachter mit Zielhafen London und zwei weitere Schiffe abbremsen. Eine Kollision konnte zwar vermieden werden, der Vorfall kann aber dennoch als Zwischenfall gewertet werden, zumal die drei fahrenden Schiffe gegen Annäherungsregelungen der Port of London Authority verstoßen hatten. Diese sahen vor, dass Schiffe auf der Themse sowohl voraus als auch achteraus einen Mindestabstand von einer Meile zu Flüssigerdgas-Transportern einhalten müssen.[36]
- Am 14. März 2006 kam es zu einem Zwischenfall in Savannah im US-Bundesstaat Georgia: Durch das Kielwasser eines vorbeifahrenden Schiffes, dass die von der United States Coast Guard für den Hafenbereich festgelegte Höchstgeschwindigkeit signifikant überschritten hatte, wurde die Golar Freeze etwa viereinhalb Meter von ihrer Liegeposition am Kai weggezogen. Dabei rissen vier von 16 Festmacherleinen. Dies hätte schlimmstenfalls zu einem Bruch der Leitungen und zu einer Explosion führen können. Die automatischen Annährungsindikatoren schalteten sich wie vorgesehen ein und aktivierten das Notabschaltungssystem (Emergency shutdown, ESD) der Kaianlage, woraufhin die elektrisch betriebenen Notfallventile der Schlauchkupplungen (en.: emergency release coupler velves) an den Entladearmen sich wie vorgesehen aktivierten und der Entladevorgang automatisch unterbrochen wurde.[37]